# 松本隆宏
松本 隆宏（まつもと たかひろ、1976年4月13日 - ）は、日本の実業家。ライフマネジメント株式会社の創業者で代表取締役。神奈川県相模原市出身。

## 人物・経歴
日本大学第三高等学校で野球部に所属し、1994年第66回選抜高等学校野球大会（春の甲子園）に4番レフトで出場。1999年法政大学法学部を卒業。法政大学野球部OB。2011年1月にライフマネジメントを設立。法友野球倶楽部の副会長。「アスリート人材」の提唱者。

## 著書
- 『地主の経営:これからの時代を生き抜く実践知』（マネジメント社・ 2024年）
- 『The参謀: 歴史に学ぶ起業家のための経営術』（游藝舎・ 2024年）
- 『アスリート人材の底力: 折れない自分のつくり方』（サンライズパブリッシング・ 2024年）
- 『プロたちのターニングポイント』（サンライズパブリッシング・ 2024年）
- 『地主の真実:これからの時代を生き抜く実践知』（マネジメント社・ 2023年）
- 『地主の決断 これからの時代を生き抜く実践知』（マネジメント社・ 2022年）
- 『アスリート人材 飛び抜けた突破力と問題解決力で100%やり遂げる! 』（マネジメント社・ 2022年）
- 『地主の参謀～金融機関では教えてくれない資産の守り方～』（エベレスト出版・ 2018年）